# Giải tích thực
Trong toán học, giải tích thực (tiếng Anh: real analysis) là phân ngành nghiên cứu về số thực, dãy số, chuỗi số thực và hàm số thực. Đi sâu vào các chủ đề của dãy số thực và hàm số thực, giải tích thực còn nghiên cứu cả về sự hội tụ, giới hạn, tính liên tục, tính mượt, tính khả vi và tính khả tích.

## Các chủ đề chính

### Xây dựng trường số thực
Nhiều định lí của giải tích thực được xây dựng dựa trên các tính chất của trường số thực, một đối tượng quan trọng cần được xây dựng chặt chẽ. Tập số thực {\displaystyle \mathbb {R} } là một tập không đếm được, được trang bị hai phép toán hai ngôi là phép cộng {\displaystyle +} và phép nhân {\displaystyle .} và một quan hệ thứ tự toàn phần {\displaystyle \leq }, từ đó trở thành một trường, hơn nữa còn là trường sắp thứ tự. Cần lưu ý rằng trường số thực là trường sắp thứ tự toàn phần duy nhất, rằng mọi trường sắp thứ tự toàn phần khác đều đẳng cấu với nó, hơn nữa còn có tính đầy đủ nhằm phân biệt với các trường sắp thứ tự khác (ví dụ là trường số hữu tỉ {\displaystyle \mathbb {Q} }). Tính chất này rất quan trọng trong việc chứng minh nhiều tính chất khác của các hàm biến thực, với tính chất đặc trưng nhất là sự tồn tại cận trên đúng:
 Mọi tập con khác rỗng của tập số thực bị chặn trên đều tồn tại một cận trên đúng là số thực. 
Các tính chất của tập sắp thứ tự này cho ta nhiều kết quả quan trọng của giải tích thực như định lý hội tụ đơn điệu, định lý giá trị trung gian hay định lý giá trị trung bình. Cần phải nói thêm rằng nhiều kết quả trong bộ môn này có thể được tổng quát hóa cho các đối tượng khác nhau, ví dụ như cách giải tích hàm tổng quát hóa các tính chất của tập số thực.